# Szabolcs Szőcs
Szabolcs Szőcs (* 1. März 1980 in Miercurea Ciuc) ist ein rumänischer Eishockeyspieler, der seit 2014 beim CSM Dunărea Galați in der Rumänischen Eishockeyliga spielt.

## Karriere

### Club
Szabolcs Szőcs, der der ungarischsprachigen Minderheit der Szekler in Rumänien angehört, begann seine Karriere beim heutigen HSC Csíkszereda. Mit dem traditionellen Club der Szekler, der sich damals noch SC Miercurea Ciuc nannte, gewann er 2000, 2004, 2007, 2008 und 2010 den Rumänischen Meistertitel. 2001, 2003, 2007, 2008 und 2010 gewann er mit seinem Verein auch den rumänischen Pokalwettbewerb. Die Pannonische Liga gewann er mit seinem Club 2004. Von 2006 bis 2008 startete er mit seiner Mannschaft in der Ungarischen Eishockeyliga, wo es in beiden Jahren zum dritten Platz reichte. Ab 2008 spielte er mit seinem Club dann in der neugegründeten MOL Liga. In der Spielzeit 2010/11 spielte er beim ASC Corona 2010 Brașov. Anschließend kehrte er zu seinem Heimatverein, der sich gerade in HSC Csíkszereda umbenannt hatte, zurück. 2012 und 2013 wurde er erneut rumänischer Landesmeister und 2014 errang er mit dem Klub den Pokalsieg. Nach drei Jahren in seiner Geburtsstadt wechselte er 2014 zum CSM Dunărea Galați, für den er seither in der Rumänischen Eishockeyliga auf dem Eis steht und mit dem er 2015 und 2016 den rumänischen Titel gewinnen konnte.

### International
Szőcs spielt international im Gegensatz zu anderen Szeklern, die für Ungarn antreten, für sein Geburtsland Rumänien. Bereits im Juniorenbereich war er international aktiv: Sein Debüt gab er bei der U18-C-Europameisterschaft 1997, als er der beste Torschütze des Turniers war. Auch im Folgejahr spielte er bei der U18-C-Europameisterschaft. Im U20-Bereich spielte er bei den D-Weltmeisterschaften 1999 und 2000.
Sein Debüt in der Herren-Nationalmannschaft gab Szőcs bei der Weltmeisterschaft der Division I 2003. Auch 2009, 2012 und 2013 spielte er in der Division I. Nach zwischenzeitlichem Abstieg stand er 2010 in der Division II auf dem Eis. 2010, 2012 und 2013 war er Mannschaftskapitän der rumänischen Auswahl. Zudem vertrat er seine Farben bei den Qualifikationsturnieren für die Olympischen Winterspiele 2014 in Sotschi und 2018 in Pyeongchang.

## Erfolge
- 1997 Torschützenkönig der U18-C-Europameisterschaft 1997
- 2000 Rumänischer Meister mit dem SC Miercurea Ciuc
- 2001 Rumänischer Pokalsieger mit dem SC Miercurea Ciuc
- 2003 Rumänischer Pokalsieger mit dem SC Miercurea Ciuc
- 2004 Rumänischer Meister mit dem SC Miercurea Ciuc
- 2004 Gewinn der Pannonischen Liga mit dem SC Miercurea Ciuc
- 2007 Rumänischer Pokalsieger mit dem SC Miercurea Ciuc
- 2008 Rumänischer Pokalsieger mit dem SC Miercurea Ciuc
- 2010 Rumänischer Pokalsieger mit dem SC Miercurea Ciuc
- 2012 Rumänischer Meister mit dem HSC Csíkszereda
- 2013 Rumänischer Meister mit dem HSC Csíkszereda
- 2014 Rumänischer Pokalsieger mit dem HSC Csíkszereda
- 2015 Rumänischer Meister mit dem CSM Dunărea Galați
- 2016 Rumänischer Meister mit dem CSM Dunărea Galați

## MOL-Liga-Statistik
(Stand: Ende der Saison 2013/14)